# Travis
Travis – szkocki zespół rockowy z Glasgow. Zespół należy do nurtu post brit-pop i stylu m.in. prezentowanego przez zespół Coldplay.

## Historia
Zespół grał między innymi z Paulem McCartneyem, Grahamem Nashem (z The Holllies i Crosby, Stills, Nash and Young), członkiem zespołu Oasis, Noelem Gallagherem i Jasonem Falknerem. Travis wystąpili także gościnnie w piosence Tumble and Fall zespołu Feeder jako chórek w końcowej części utworu. Do współpracy zespołów doszło za sprawą przypadku – twórcy pracowali w tym samym studiu fonograficznym w jednym czasie i postanowili nagrywać wspólnie.
Adaptacja piosenki zespołu Oasis Half the World Away, w wykonaniu Healy’ego została użyta jako intro do scenki w „The Adam and Joe Show” zatytułowanej „The Imperial Family”. Sam skecz był parodią „The Royale Family”, do którego motyw przewodni nagrywało właśnie Oasis.
W czerwcu 2007 roku, zespół Travis uczestniczył w projekcie rozgłośni BBC Radio 2. Projekt miał uświetnić czterdziestą rocznicę wydania albumu Sgt. Pepper’s Lonely Hearts Club Band, zespołu the Beatles. Wszystkie utwory z tej płyty zostały nagrane w nowej aranżacji, pod nadzorem inżyniera Geoffa Emericka, który współpracował przy oryginalnej produkcji. Travis, chcąc być wiernym pierwotnej wersji piosenki Lovely Rita, nagrał linię melodyczną gitar na klatce schodowej Abbey Road Studios. Zabieg ten miał na celu odwzorowanie akustyki oryginału.
Healy wydał swój pierwszy solowy album zatytułowany Wreckorder w październiku 2010 roku. Nagrywany w Berlinie, Nowym Jorku i Vermont album stworzony został przy współpracy  wykonawców jak m.in.  Paul McCartney, Neko Case czy Toma Hobdena z Noah and the Whale.  

## Skład
- Francis „Fran” Healy – wokal, gitara
- Dougie Payne – gitara basowa, chórki
- Neil Primrose – perkusja
- Andy Dunlop – gitara, chórki

## Dyskografia
- Good Feeling (8 września 1997)
- The Man Who (24 maja 1999)
- The Invisible Band (11 czerwca 2001)
- 12 Memories (13 października 2003)
- Travis:Singles (1 listopada 2004)
- The Boy With No Name (7 maja 2007)
- Ode to J. Smith (29 września 2008)
- Where You Stand (19 sierpnia 2013)
- Everything at Once (29 kwietnia 2016)[4]

## Nagrody
- Brit Award 2000: Najlepsza brytyjska grupa
- Brit Award 2000: Najlepszy brytyjski album: The Man Who
- Brit Award 2002: Najlepsza brytyjska grupa
- Q Award 1999 - Najlepszy singel: Why does it always rain on me?
- Q Award 2000 - Najlepszy obecnie zespół na świecie
- Q Award 2001 - Najlepszy album: The Invisible Band
- The 95.8 Capital FM Awards - Najlepszy album: The Invisible Band
- Top of the Pops Award 2001 - Najlepszy album: The Invisible Band
- Ivor Novello Award 1999 - Najlepszy kompozytor: Fran Healy
- Ivor Novello Award 1999 - Najlepsza piosenka: Why does it always rain on me?